# Monomma resinorum
Monomma resinorum là một loài bọ cánh cứng trong họ Zopheridae. Loài này được Hope miêu tả khoa học năm 1842.